# Bandoleros

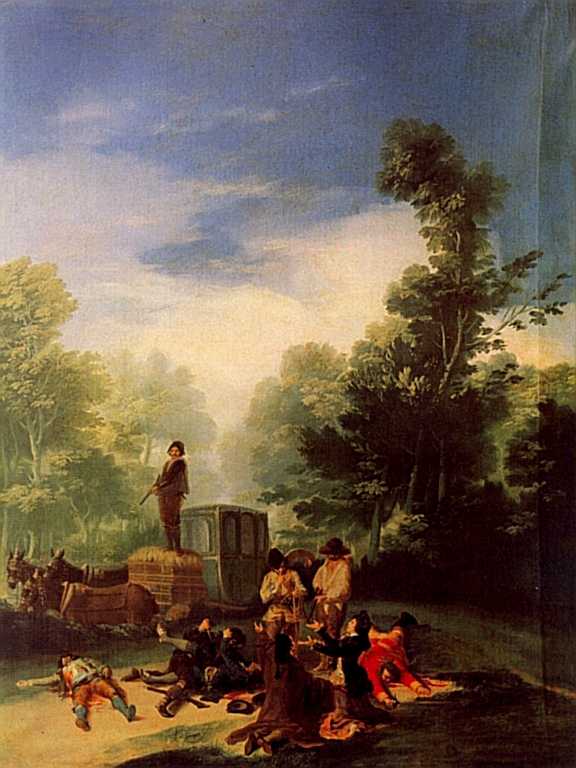
Francisco de Goya – Banditenüberfall auf eine Kutsche (um 1787)

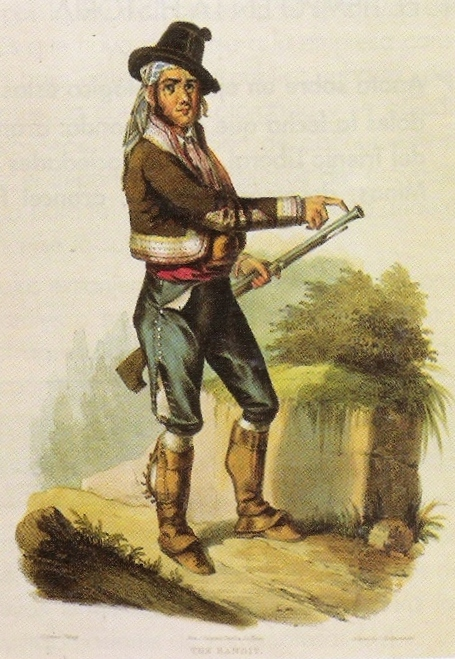
Andalusischer Bandolero (1836)

Bandolero (auch bandido oder brigante) ist die spanische Bezeichnung für einen gesetzlosen Straßenräuber. Die Bandoleros, die vorwiegend in Andalusien ihr Unwesen trieben, galten für die Armen in Spanien auch als wahre Freiheitskämpfer und Wohltäter, die nur die Reichen beraubten und ihre Beute mit den Armen teilten. Von Andalusien griff das Bandolero-Unwesen auch nach Mexiko und in die ehemals mexikanischen Südstaaten der USA über.

## Landschaft etc.
Die Gegenden westlich und südlich der Stadt Ronda sowie die felsigen und zerklüfteten Flusstäler des Río Genal und seiner Zuflüsse sind kaum zu kontrollieren. Die unter britischer Hoheit stehende Exklave Gibraltar bot überdies begehrte Güter, die allerdings mit Zöllen belegt waren, die man umgehen wollte.

## Berühmte Bandoleros
- Einer dieser spanischen Robin Hoods war José María Hinojosa, alias El Tempranillo. Er soll den Damen ihre Ringe stets mit einem Handkuss und dem Kompliment abgenommen haben, eine solch schöne Hand bedürfe keines Schmucks. Er war im heutigen Nationalpark Sierra de Grazalema in der Nähe von Ronda aktiv.
- Ein weiterer bekannter Bandolero war El Tragabuche. Er war einst ein berühmter Stierkämpfer in Ronda und musste vor der Polizei fliehen, nachdem er seine Frau und deren Geliebten getötet hatte.
- Joaquín Camargo Gómez, alias El Vivillo, verdiente seinen Lebensunterhalt als Tabakschmuggler zwischen Gibraltar und Algeciras. Später schloss er sich den Banditen in der Bergen an.
- Juan Mingolla Gallardo, alias Pasos Largos, der als Wilderer wütete, gilt als einer der letzten großen Bandoleros und kam 1934 bei einem Schusswechsel mit der Polizei ums Leben.

## Museum
El Borge, ein Ort in der andalusischen Provinz Málaga (Spanien), besitzt seit 2023 ein Bandolero-Museum, das Waffen, historische Bilder und Kleidungsstücke der Banditen zeigt. Die ausgestellten Artefakte stammen im Wesentlichen aus dem mittlerweile geschlossenen Bandolero-Museum in Ronda. 

## Film
Andrew V. McLaglen drehte im Jahr 1968 den Western Bandolero mit James Stewart und Dean Martin in den Hauptrollen.